# Glexenköpfe
Glexenköpfe är tre bergstoppar i Österrike. De ligger i förbundslandet Tyrolen, i den centrala delen av landet. Den högsta toppen av Glexenköpfe är 3 090 meter över havet.
Den högsta punkten i närheten är Weißspitz, 3 300 meter över havet, 1,1 km sydost om Glexenköpfe.
Trakten runt Glexenköpfe består i huvudsak av kala bergstoppar och isformationer.